# Julio Alba
Julio Alba (data de nascimento e morte desconhecidos) foi um ciclista olímpico argentino. Alba representou sua nação na prova de perseguição por equipes nos Jogos Olímpicos de Verão de 1948, em Londres.